# The Buckinghams

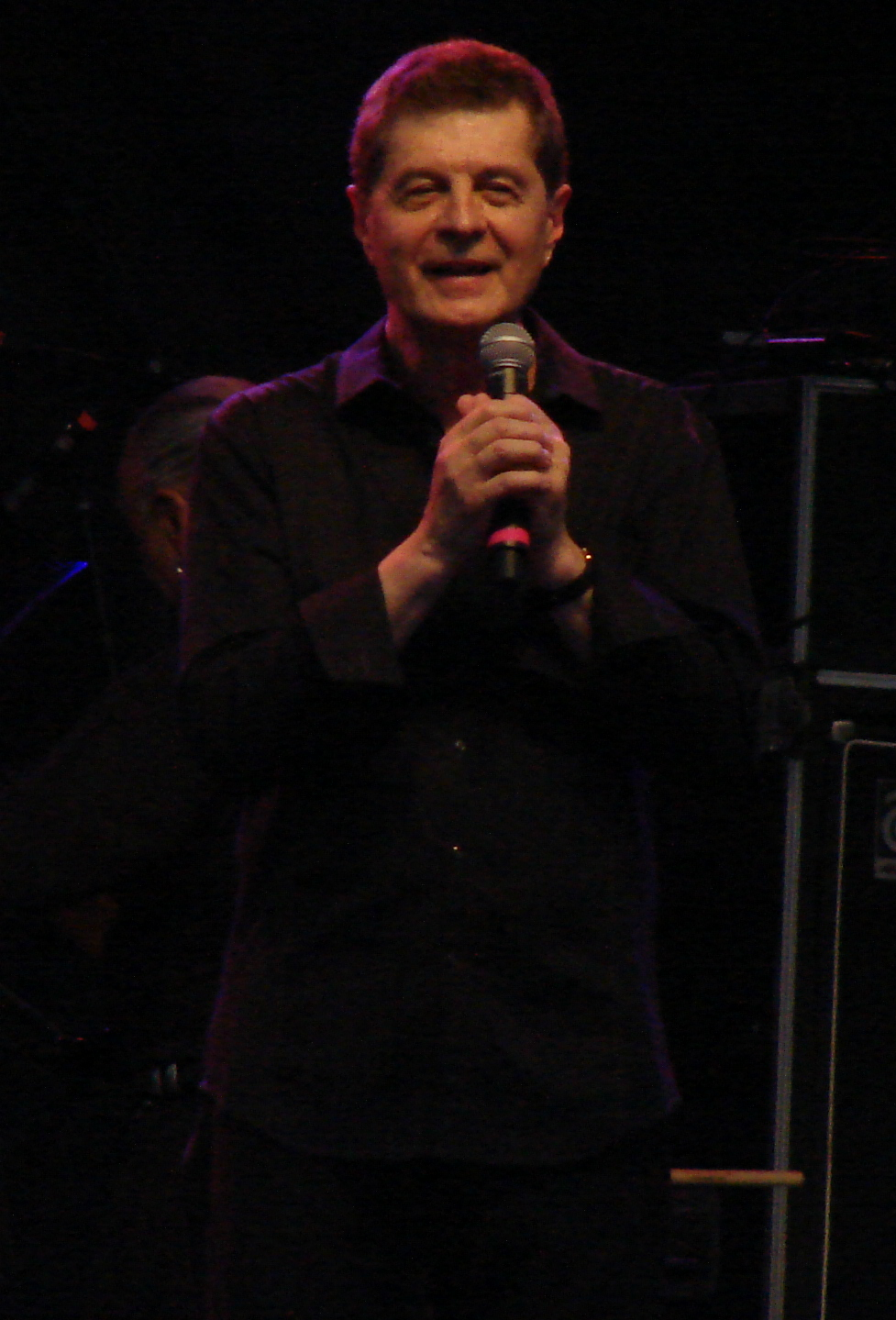
Carl Giammarese in 2019

The Buckinghams is een Amerikaanse sunshinepopband uit Chicago. De band werd opgericht in 1966. Een jaar later werden ze een van de succesvolste muziekgroepen, met vijf hits in de Amerikaanse top 40, waaronder Kind of a Drag. 

## Geschiedenis
The Buckinghams werd opgericht door Carl Giammarese, Nick Fortuna, Curtis Bachman, George LeGros en John Poulos. Bachman en LeGros vertrokken echter tegen de tijd dat de groep internationale bekendheid verwierf (waarbij LeGros vertrok vanwege zijn dienstplicht in het leger). Hun nummer Kind of a Drag belandde op nummer één. De band ging in 1970 uit elkaar maar werd in 1980 opnieuw opgericht. Anno 2022 toert de band nog steeds, onder leiding van de oprichters Carl Giammarese en Nick Fortuna. 
De oorspronkelijke drummer, John Poulos, overleed vijf dagen voor zijn 33e verjaardag aan hartfalen. Toetsenist Marty Grebb stierf op 1 januari 2020 op 74-jarige leeftijd.

## Leden
Originele leden zijn vetgedrukt.

### Huidig
- Carl Giammarese - gitaar, zang
- Nick Fortuna - basgitaar, zang
- Bruce Soboroff - keyboard
- Dave Zane - gitaar
- Rocky Penn - drums

### Voormalig
- Dennis Tufano - zang
- George LeGros - zang
- John Duich - gitaar
- Bob Abrams - gitaar, zang
- John Poulos - drums, percussie (overleden 1980)
- Tom Scheckel - drums, percussie
- Tom Osfar - drums
- Curtis Bachman - basgitaar
- Marty Grebb - keyboard, zang (overleden 2020)
- Dennis Miccolis - keyboard
- Larry Nestor - keyboard
- John Turner - keyboard
- John Cammelot - keyboard
- Laurie Beebe Lewis - zang, keyboard
- Barbara Unger - keyboard, zang

## Discografie

### Albums
- Kind of a Drag (1967)
- Time and Charges (1967)
- Portraits (1967)
- In One Ear and Gone Tomorrow (1968)
- A Matter of Time (1985)
- Terra Firma (1998)
- Live and Well (2006)
- Reaching Back (2007)
- Standing Room Only (2008)
- The Joy of Christmas (2008)
- Up Close: CD and digital downloads (2010)

### Compilaties
- Greatest Hits (1969)
- Made in Chicago (1975)
- Mercy, Mercy, Mercy: A Collection (1991)
- Up Close: The Buckinghams in Concert (2010)